# Ernest Sosa
Ernest Sosa, född 17 juni 1940 i Cárdenas, är en amerikansk filosof, främst inriktad mot epistemologi. Han är professor i filosofi vid Rutgers University i New Jersey. Han har gjort sig känd för sin "dygdepistemologiska" position, som bland annat inkluderar en uppfattning om att reflexiva former av kunskap har ett högre värde än "animalisk kunskap".
Sosa är redaktör för tidskrifterna Noûs och Philosophy and Phenomenological Research.